# Fotografie duchovního světa

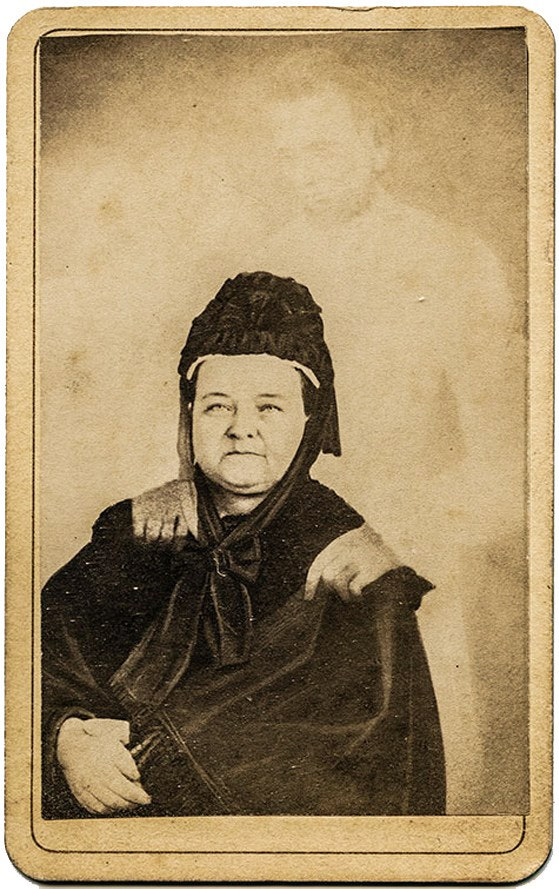
Jeden z Mumlerových nejznámějších snímků, který údajně zobrazuje Mary Todd Lincolnovou s duchem jejího manžela Abrahama Lincolna

Fotografie duchovního světa (fotografie duchovních jevů, fotografie duchů, spirituální fotografie) je typ fotografie, jejíž hlavní snahou je zachytit obrazy duchů a dalších spirituálních subjektů, zejména při „lovu duchů“.

## Historie
Spirituální fotografií se průkopnicky zabýval William H. Mumler v 60. letech 19. století. Mumler se náhodou naučil techniku poté, co na svém snímku objevil ještě druhou osobu, ale v podstatě šlo o vícenásobnou expozici. Své schopnosti chtěl Mumler zpeněžit a začal pracovat jako „médium“, které dokázalo fotografovat lidi s jejich zemřelými blízkými příbuznými (většinou za pomoci jiné fotografie). Mumlerův podvod byl odhalen poté, co byli duchové identifikováni jako žijící obyvatelé Bostonu.

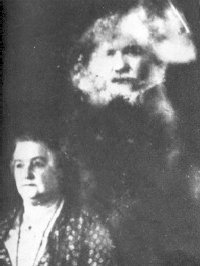
Spirituální fotografie, kterou pořídil William Hope

I když se Mumler ukázal jako podvodník, pokračovali v prodeji svých okultních snímků jiní fotografové. Pozdější spirituální fotograf Frederick A. Hudson pro spiritualisty nasnímal celou řadu fotografií duchovních jevů. Od 80. let 19. století do počátku 20. století se držela fotografie duchovního světa na vrcholu popularity a měla celou řadu pozoruhodných a populárních zastánců, mezi nejznámější patřil Arthur Conan Doyle. Tento druh fotografie bránil také britský chemik a fyzik William Crookes. Další spiritualista William Stainton Moses tvrdil, že spirituální fotografie je možná díky substanci zvané ektoplazma, s jejíž pomocí mohou duchové nabývat forem.
Spirituální fotografii bránili i další spiritualisté a psali na toto téma knihy. Georgiana Houghton napsala dílo Chronicles of the Photographs of Spiritual Beings and Phenomena Invisible to the Material Eye (1892) a James Coates napsal Photographing the Invisible (1911).
Jedním z následovných spirituálních fotografů byl William Hope (1863–1933). Dne 4. února 1922 se Společnost pro okultní výzkum Society for Psychical Research a vyšetřovatel paranormálních jevů Harry Price pokusili na britské vysoké škole British College of Psychic Science dokázat, že Hope podvádí. Price tajně označil Hopeovy fotografické desky a poskytl mu je s balíčkem dalších desek, na které byly tajně naleptány značky firmy Imperial Dry Plate Co. Ltd. tak, že se logo kopírovalo na pozitiv. Hope netušil, že si Price „pohrál“ s jeho dodávkou desek a následně se pokusil nasnímat několik „spirituálních fotografií“. Ačkoli Hope několik fotografií s duchovními jevy vytvořil, žádná z nich neobsahovala logo společnosti Imperial Dry Plate Co. Ltd ani Priceovy značky. Byl to důkaz, že Hope poskytnuté materiály vyměnil za své vlastní připravené materiály obsahující falešné duchovní snímky.
I přes zjištění pana Priceho si Hope ještě dlouho udržoval popularitu a náklonnost mnoha lidí, jako například spiritualisty Charlese Lakemana Tweedaleho, autora knihy Man's Survival After Death (1920), nebo spisovatele a spiritualisty sira Arthura Conana Doyla. Ten odmítal přijmout jakékoliv důkazy, že je Hope podvodník a šel tak daleko, že chtěl očistit jeho jméno a napsal knihu podporující fotografování duchovních jevů s názvem The Case for Spirit Photography. To vše jako reakce na Priceova obvinění a snažil se tak Priceho přesvědčit, aby svá obvinění stáhl a odvolal.
Závěrem většiny vědců zabývajících se okultními jevy však byl, že spirituální fotografie je založena na podvodech. Ve své knize Padesát let okultního výzkumu (Fifty Years of Psychical Research) Price uvedl mnoho spirituálních fotografů, kteří byli odhaleni jako podvodníci. Price, který strávil většinu svého života studiem paranormálních jevů napsal, že "neexistuje žádný dobrý důkaz, že byla kdy pořízena fotografie duchovních jevů." Nicméně se to nedá považovat za důkaz, že duchovní svět neexistuje.
Víly z Cottingley je pojmenování série pěti fotografií, které pořídily dvě mladé sestřenice Elsie Wrightová a Frances Griffithsová žijící ve městě Cottingley poblíž Bradfordu v Anglii. V roce 1917, kdy pořídily první ze dvou fotografií, bylo Elsie 16 let a Frances 10. Snímky přilákaly pozornost spisovatele sira Arthura Conana Doyla, který je využil jako ilustraci k článku o vílách pro vánoční vydání časopisu Strand v roce 1920. Conan Doyle, jako spiritualista, byl fotografiemi nadšen a interpretoval je jako jasné a viditelné známky duchovních jevů. Veřejné reakce byly smíšené, někteří považovali obrazy za pravé, jiní však byli přesvědčeni, že jsou falešné. Zájem o víly z Cottingley po roce 1921 postupně klesal. Obě dívky vyrostly, vdaly se a nějakou dobu žily v zahraničí. Fotografie přesto udržovaly představivost veřejnosti, v roce 1966 reportér z novin Daily Express vyhledal Elsie, která se vrátila do Velké Británie. Elsie připustila možnost, že si myslela, že fotografovala své představy a média se opět začala o příběh zajímat. Na počátku 80. let Elsie s Frances prohlásily, že fotografie byly zfalšované pomocí vystřižené víly zkopírované z populární dětské knížky, ale Frances až do konce svého života tvrdila, že pátá a poslední fotografie je skutečná.
Édouard Isidore Buguet vzbudil na počátku 70. let 19. století senzaci mezi spiritualisty. Dokonce mu půjčili peníze, aby si mohl založit vlastní fotografické studio. V červnu 1875 policejní operace v Paříži zjistila, že Buguetovy fotografické desky měly na sobě předem připravené obrazy. Po tomto odhalení Buguet připustil, že jeho fotografie byly podvod. Byl odsouzen a dostal jeden rok vězení.
Edward Wyllie (1848–1911) byl americký fotograf, který se přiznal k podvodům.
Richard Boursnell (1832–1909) byl britský spirituální fotograf

## Výtvarné umění
Fiktivní prvky, nadpřirozené jevy, stavy lidské duše, ale také touha zobrazit duchovní realitu, se objevuje ve volných cyklech celé řady moderních fotografů.
Jan Pohribný (* 1961) se věnuje zejména krajinářské fotografii a land-artu. Ve své fotografické tvorbě využívá jako tvůrčí postupy vícenásobnou expozici v kombinaci s pohybovou neostrostí. Spojuje nejen principy pohybu, výrazných barevných stop či monochromatických řešení, ale využívá také světelné malby, která „zviditelňuje“ energie zvolených přírodních lokalit či posvátných kamenů vztyčených lidskou rukou. Od roku 1999 se skrze konfrontaci lidského těla a krajiny zaměřuje na “hledání ztraceného ráje” (cyklus Andělé) reflektující autorovo znepokojení nad vytrácejícími se přirozenými vazbami člověka a přírody, nad duchovní vyprázdněností současné západní civilizace.
Barbora Bálková (*1978) je česká výtvarná umělkyně a fotografka, která žije a pracuje v jižních Čechách a v Praze. Ve své práci spojuje klasické prostředky malby a fotografie s novými médii. Různými vyjadřovacími prostředky zachycuje zejména prožívání a proměny lidské identity, často s akcentem na ženskou zkušenost. Sjednocujícím přístupem tvorby Barbory Bálkové je absurdní humor a parodie na jedné straně a na straně druhé specifická magičnost divadelní estetiky. Denní a noční přízraky jsou imaginativní sondou do raných dětských vzpomínek. Noční přízraky znázorňují situace a činnosti, které nejsou běžné v zachycené noční hodině, ani neodpovídají fyzickému stáří jejich protagonistů. Jsou jakoby zmrazené v čase, v momentu překvapení, podobně jako když reflektory auta osvítí přes vozovku přebíhající zvěř a po oboustranném překvapení zůstane jen vzpomínka – vjem, jehož skutečnost se dá zpochybnit a nahradit možnou iluzorností mikrospánku, či považovat za výplod fantazie. V Denních přízracích otázku po reálnosti daného výjevu navíc rozostřuje fakt, že se vše odehrává na ploše dopravních pouličních zrcadel, které zrcadlící se události odkazují spíše na realitu snu, bludu, či dětské imaginace. Zneklidňující je i osamělost „přízračných jedinců“. Ti se své podivné činnosti věnují příliš samozřejmě. Jsou plně zaujati sami sebou ve své simultánní realitě, dokud si do ní ovšem nezasvítíme šajnící baterkou a jako divák vyplašené přízraky na okamžik neprolneme s realitou naší.

## Galerie

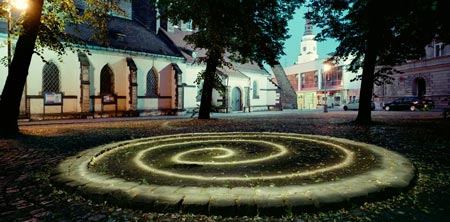
Jan Pohribný: Spirála, 2009
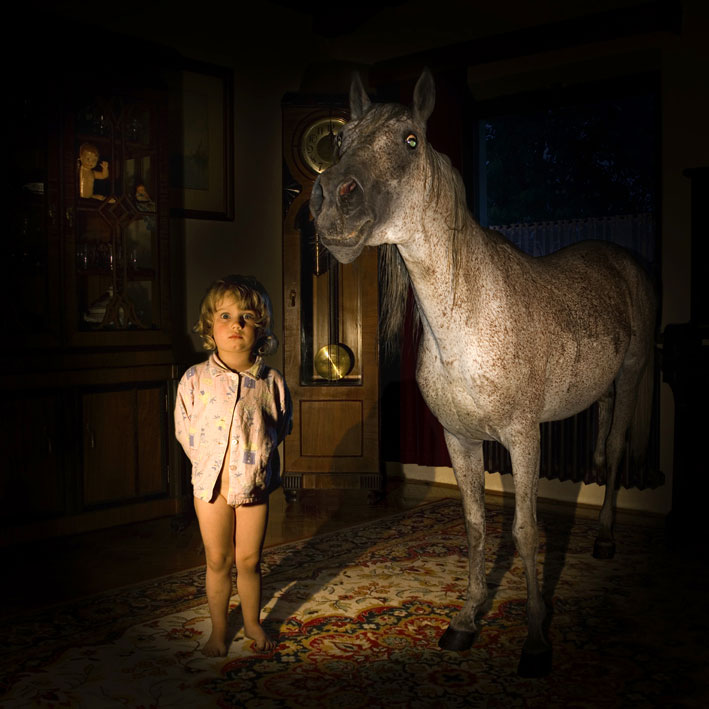
Barbora Bálková: Noční přízrak - Kůň, 2009
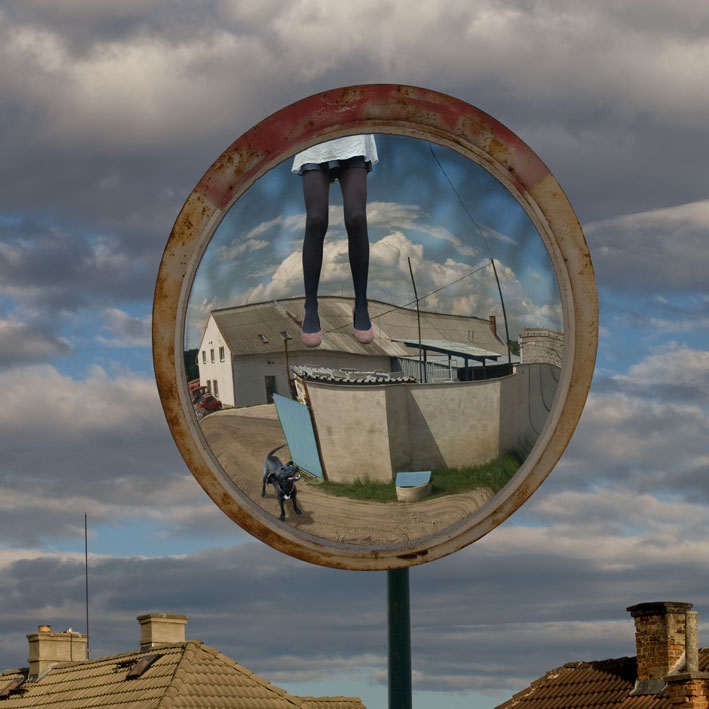
Barbora Bálková: Denní přízrak - Stará Ves II., 2009

### Zahraničí
Fotografované subjekty Kylea Cassidyho se vyznačují tím, že je podléhají bohaté fantazii autora a jeho zřetelnému smyslu pro humor. Neuplatňuje přírodní zákony, lidé a objekty nechává často levitovat ve vzduchu, jsou jim společné rozmar, téma neprůkaznosti nebo kryptozoologie.

## Galerie

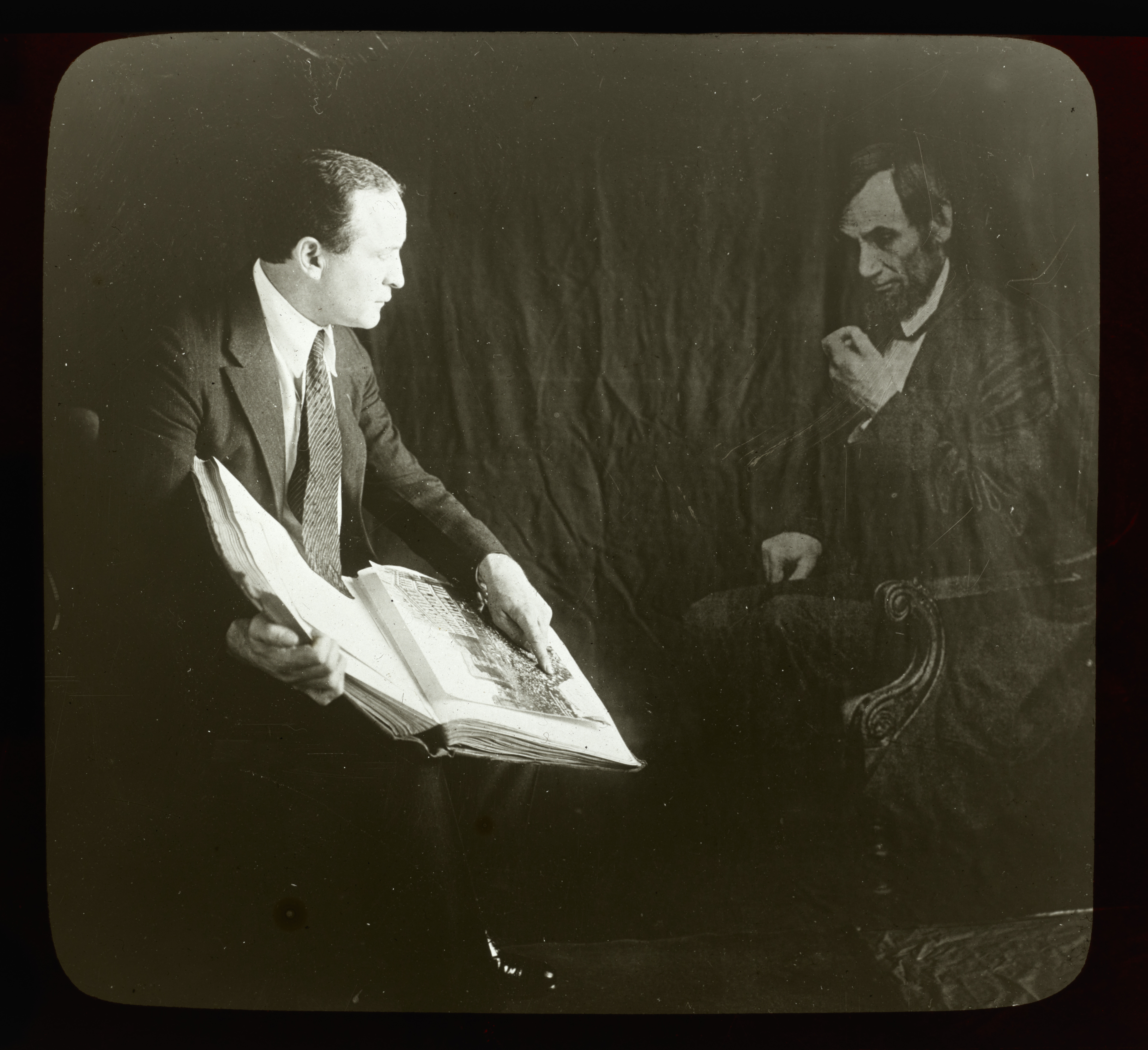
Harry Houdini: Houdini a duch Lincolnův
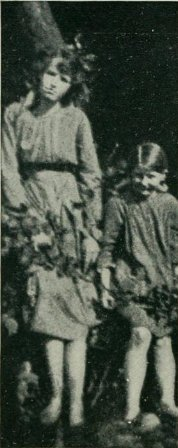
Frances Griffithsová a Elsie Wrightová, autorky fotografií víl z Cottingley, červen 1917, z knihy Příchod víl Arthura Conana Doyla
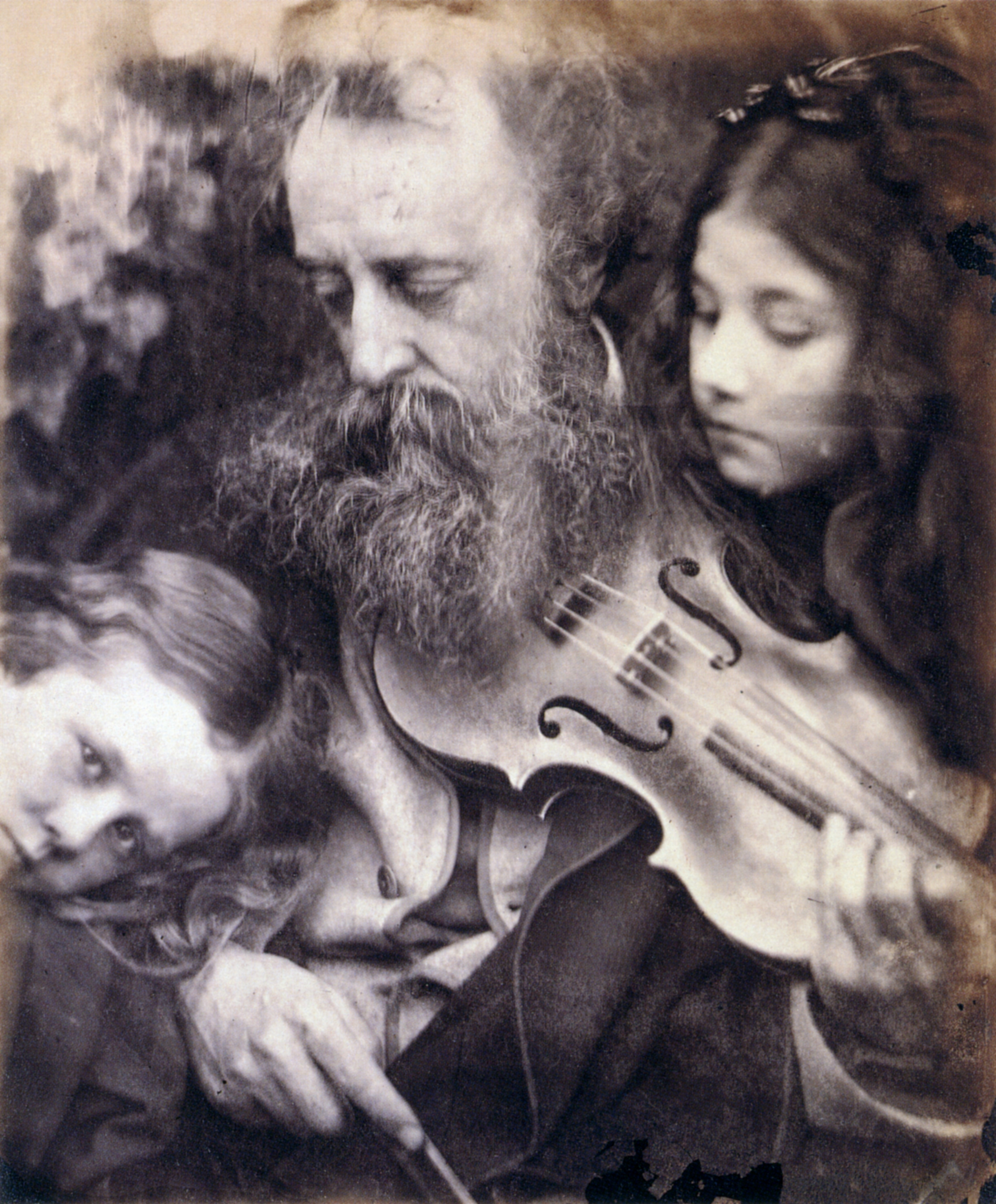
Julia Margaret Cameronová: Šeptání múzy, 1865, platinotisk
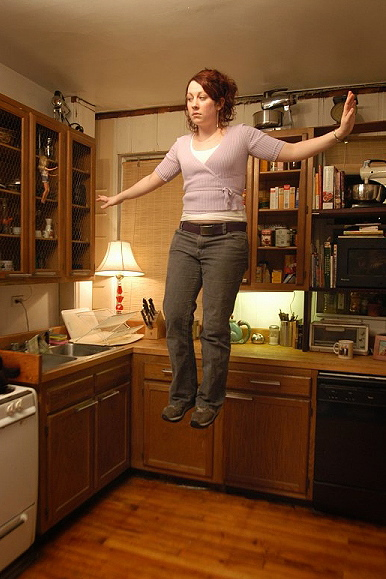
Kyle Cassidy: Odmítnuto Zemí (Repulsed by the Earth), 2002
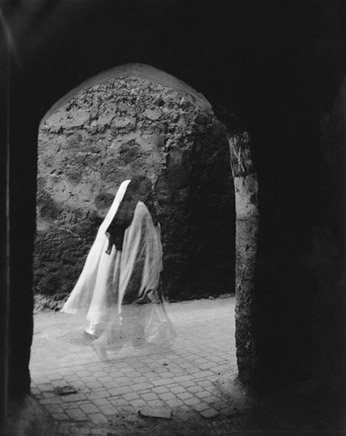
Emy Kat: Ames Dans Les Rues No 12., vícenásobná expozice, 2009